# Heart (banda)
Heart es una banda estadounidense de rock oriunda de Seattle, formada por las hermanas Ann y Nancy Wilson en 1973.
Heart saltó a la fama a mediados de la década de 1970 con música influenciada por el hard rock, el heavy metal y la música folclórica, conformando la primera banda de hard rock liderada por mujeres. La banda gozó de gran popularidad alrededor del mundo desde mediados de los años 1970 con álbumes de renombrado éxito, como Dreamboat Annie (1975), Little Queen (1977), Heart (1985), Bad Animals (1987), Brigade (1990), y sencillos como "Magic Man", "Crazy on You", "Barracuda", "Alone", "These Dreams", "What About Love" o "All I Wanna Do Is Make Love to You".
Heart ha vendido más de 35 millones de discos en todo el mundo y ha colocado álbumes entre los 10 mejores en el Billboard 200 en las décadas de 1970, 1980, 1990 y 2010.
En 2012 fue incluida en el Salón de la Fama del Rock and Roll y ha sido una gran influencia para otras bandas de rock norteamericanas.

## Historia

### 1967-1975: Formación e inicios
Heart se formó a mediados de los años 70 como proyecto de las hermanas californianas Wilson: la cantante Ann (nacida el 19 de junio de 1951), quien había iniciado su carrera a finales de los 60 con el grupo Ann Wilson & The Daybreaks; y la guitarrista y vocalista Nancy (nacida el 16 de marzo de 1954).
Su pasión por Led Zeppelin y su reverencia por Joni Mitchell conformaron la base de sus mejores trabajos, grabados al comienzo de su carrera con el hard rock, blues-rock y el folk melódico como principal referencia sonora.
Heart procede de una banda llamada en principio The Army, un combo roquero compuesto por los guitarristas Roger y Mike Fisher y el bajista Steve Fossen. Ann y Nancy, hijas de un militar de la marina estadounidense, residieron a causa de la profesión de su padre en diferentes localidades, afincándose finalmente en la ciudad de Seattle.
Cuando Ann se integró en The Army, el grupo se denominó The White Heart, para posteriormente recortar su apelativo a Heart.
Por mediación de Ann, la rubia Nancy también se uniría a la formación como guitarrista, hecho que provocó que Mike abandonara las tareas de músico para ejercer labores de mánager e ingeniero de sonido.
En esa época, las dos hermanas mantenían sendos romances con los Fisher: Ann con Mike y Nancy con Roger.
A raíz de la relación de Ann con Mike Fisher, la banda decidió emigrar a la vecina Vancouver en Canadá (ciudad donde vivía la familia de Mike) a finales de 1971. Allí grabaron su primer álbum en los Mushroom Studios entre julio y agosto de 1975.

### 1975-1979: Popularidad

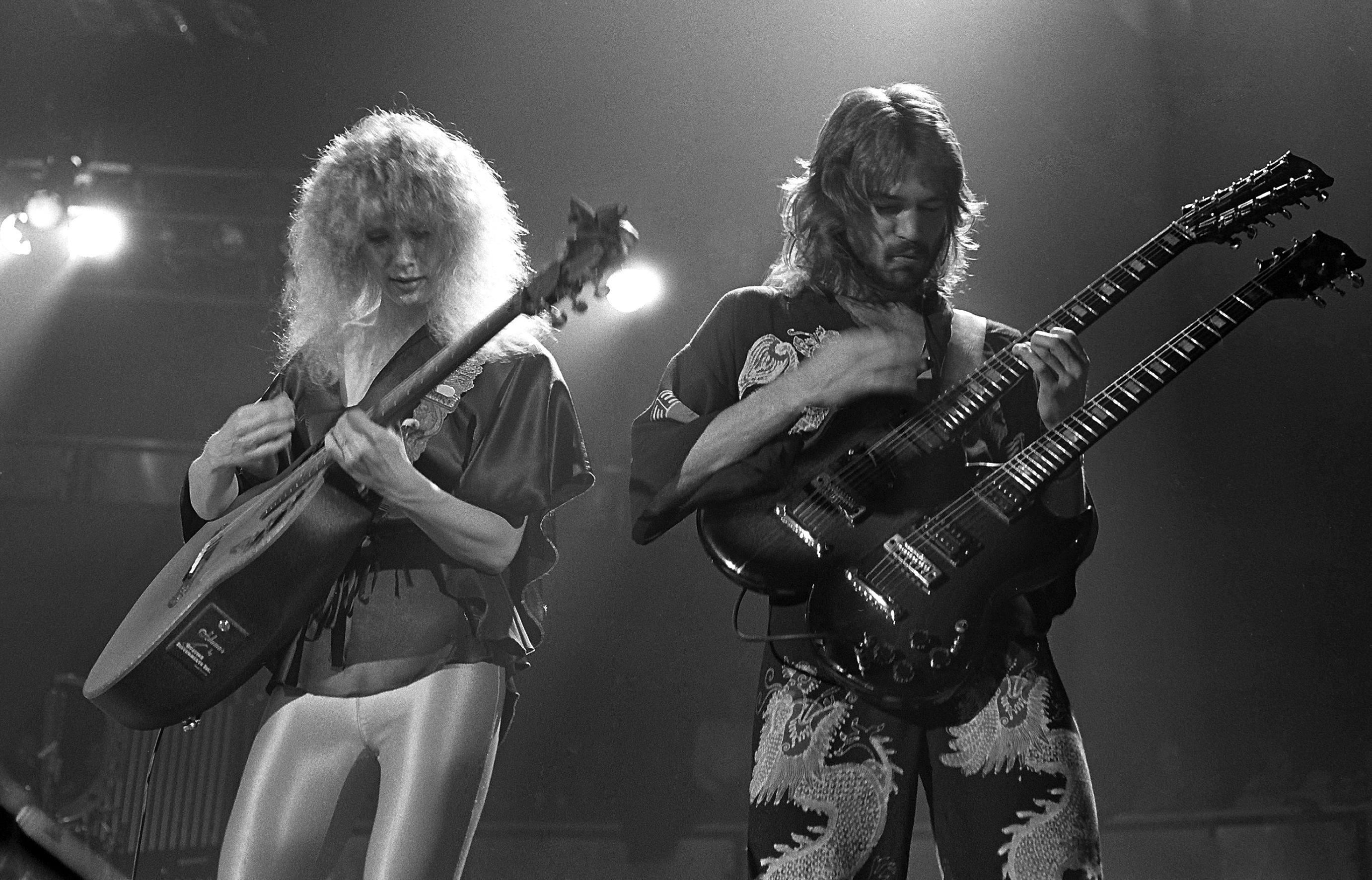
Nancy Wilson (izquierda) y Roger Fisher en 1978

En febrero de 1976 regresaron a su natal Seattle, e incorporaron al baterista Michael Derosier y el teclista Howard Leese. Ese mismo año publicarían su disco debut, Dreamboat Annie, un álbum muy al estilo Led Zeppelin, y con huellas vocales tanto de Joni Mitchell como de Robert Plant. Dreamboat Annie, esencial en su discografía, fue publicado en el sello canadiense Mushroom y conseguiría un excelente recibimiento en ventas, alcanzando el puesto número 7 en ventas de LP en los Estados Unidos. Entre los principales temas encontramos clásicos de su repertorio como "Crazy on You" o "Magic Man". Un año después, en mayo de 1977, apareció Little Queen, continuación de su clásico debut que incluye otro de sus temas más populares, "Barracuda", canción de potente riff que alcanzaría el puesto 11 en el Billboard. El álbum llegaría hasta el número 9.
Magazine (abril de 1978) sufrió en su grabación de pleitos legales con Mushroon tras fichar con Epic, hecho que se apreció en la solidez del álbum. A pesar de todo el disco, con su dualidad acústica y eléctrica, consiguió vender de manera notable. Aquí se encuentra el tema "Heartless" abriendo el disco.
Dog & Butterfly (octubre de 1978), con "Straight On" y "High Time", volvió a alcanzar el número 17 en el ranking de Billboard. El disco supuso el último álbum con Mike Fisher, quien rompería su relación con Ann y dejaría el grupo tras su grabación. Al mismo tiempo, también Roger Fisher puso fin a su noviazgo con Nancy, quien pocos años después se casaría con Cameron Crowe.
Dog & Butterfly y el siguiente álbum, Bebe Le Strange, (febrero de 1980), fueron los últimos discos en los cuales el influjo de Led Zeppelin, y el blues-rock, el hard rock o el folk dominaba los surcos de sus composiciones, como el sencillo "Even it up" o el tema "Break". En noviembre de 1980 aparece el álbum doble Greatest Hits/Live, que ubicó el sencillo "Tell It Like It Is" en las listas de popularidad.
Tras Private Audition (junio de 1982), Heart sufrió la baja de Steve Fossen y de Michael Derosier, quienes serían sustituidos por Mark Andes y Denny Carmassi. Su sonido tendió hacia posturas más comerciales, hecho apreciado en Passionworks (agosto de 1983), un disco producido por el exmiembro de The Music Machine y colaborador de Curt Boettcher, Keith Olsen. Esta transición en principio no fue estimada por sus seguidores y sus discos vendieron menos que sus primeras obras.

### 1985-2012: Comercialización
A partir de mediados de la década de 1980, el sonido de la agrupación se inclinó hacia un hard rock domesticado para masivo consumo de radiofórmulas, con melodías comerciales, letras de carácter sentimental, límpida producción e instrumentación profesional pero contenida. Esto les llevó a alcanzar su máximo apogeo en ventas.
En 1984 Ann Wilson participa junto con Mike Reno, vocalista de la banda canadiense Loverboy, en la banda sonora de la película Footloose grabando el exitoso tema "Almost Paradise".

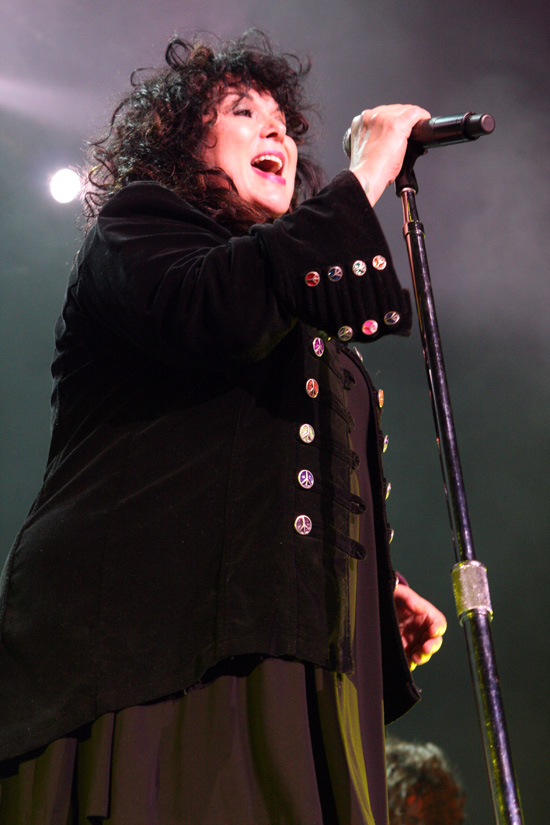
Ann Wilson en el 2011

En 1985 Heart cambió de sello discográfico, publicando en Capitol el disco Heart (julio de 1985), un disco producido por Ron Nevison, quien sería el impulsor de su sonido a tendencias más glam metal y pop-rock, de aportar una imagen más sexy a la fraternal pareja, y de que gran parte de las composiciones de los discos fuesen escritas por compositores ajenos al grupo, cuando antes casi todas las canciones habían llevado la firma de las hermanas Ann y Nancy Wilson. El disco conseguiría llegar al número 1 y de esta forma la banda consigue gran éxito, en especial con sus sentimentales baladas, engrandecidas por la estupenda voz de Ann Wilson. Fueron sencillos exitosos de este álbum los temas "What About Love", "These Dreams", "Nothing At All" y "Never". En 1989 Ann hizo un dueto con Robin Zander, cantante de Cheap Trick, interpretando la canción "Surrender To Me".
Bad Animals (junio de 1987) repitió el éxito del disco anterior, especialmente impulsado por 2 sencillos; la balada "Alone" que llegó al número 1 en el Billboard y "Who Will You Run To". Brigade (marzo de 1990) fue el siguiente disco donde también lograron increíbles ventas gracias al tema "All I Wanna Do Is Make Love To You".
Posteriormente publicarían varios discos en directo como The Road Home (1995), álbum producido por John Paul Jones, y de manera muy ocasional nuevos trabajos en estudio como Desire Walks On (1993) y Jupiters Darling (2004), trabajando también Nancy en la grabación de bandas sonoras y girando en compañía de Todd Rundgren, John Entwistle o Alan Parsons en una gira de tributo a los Beatles.
En el 2010 salió al mercado el disco Red Velvet Car, que marcó el retorno al sonido de sus primeros álbumes. En mayo del mismo año se dio una reunión con los miembros masculinos de la banda, incluyendo a Roger Fisher y Steve Fossen, realizando una presentación en Tacoma, Washington. Lanzaron un box-set en 2012 titulado Strange Euphoria junto al libro autobiográfico Kicking and Dreaming: A Story of Heart, Soul, and Rock and Roll. Ese mismo año lanzaron el álbum Fanatic.

### 2013-2016: Salón de la fama del Rock and Roll yBeautiful Broken
En la ceremonia de inducción al Salón de la Fama del Rock and Roll del 18 de abril de 2013, los miembros originales de Heart (las hermanas Wilson, Howard Leese, Michael Derosier, Steve Fossen y Roger Fisher) se reunieron por primera vez en 34 años para tocar "Crazy on You". La banda fue presentada por el músico por Chris Cornell, quien emotivamente habló sobre la influencia que Ann y Nancy Wilson ejercieron en él y en otros músicos en Seattle. En 2014 salieron a la venta tres discos en directo, titulados Live On Air: Heart, Live On Air: Heart Vol. 2 y Heart & Friends - Home for the Holidays (2014).
En enero de 2016, Ann Wilson anunció que Heart estaba trabajando en un nuevo álbum que debería completarse en junio y ser lanzado en 2016. Wilson indicó que el nuevo álbum sería diferente a Fanatic de 2012, que se centró principalmente en el lado más roquero de la banda. Finalmente, el álbum Beautiful Broken fue lanzado el 8 de julio de 2016. James Hetfield, cantante de Metallica, se encargó de aportar su voz en la grabación del sencillo homónimo. Beautiful Broken alcanzó la posición n.º 9 en la lista Rock Albums Chart de Billboard. Inmediatamente después del lanzamiento del nuevo álbum, la banda se embarcó en una gira titulada The Rock Hall Three For All junto a Joan Jett y Cheap Trick.

### 2016-presente: Controversia y proyectos paralelos
En la mañana del 27 de agosto de 2016, el esposo de Ann, Dean Wetter, fue arrestado por agredir supuestamente a los dos hijos gemelos de Nancy, de 16 años, luego de que los niños dejaran abierta la puerta de su autocaravana. El supuesto incidente tuvo lugar durante una actuación de Heart en el Anfiteatro White River en Auburn, Washington, la noche anterior.
Aunque la banda tocó las fechas restantes de la gira de 2016 que ya estaban registradas, las hermanas Wilson solo se hablaron entre sí a través de terceros durante el resto de la gira. Después del final de la gira en octubre de 2016, las hermanas optaron por hacer una gira con sus propias bandas. La relación de la pareja se vio afectada por el incidente. Un artículo de la revista Rolling Stone de abril de 2017 informó que las hermanas no se habían hablado desde que terminó la gira de 2016, y solo se ponían en contacto esporádicamente a través de mensajes de texto.
En enero de 2017, Nancy formó una nueva banda llamada Roadcase Royale, con la cantante Liv Warfield y los miembros de Heart Ben Smith (baterista), Dan Rothchild (bajo) y Chris Joyner (teclados). Más tarde ese mes, Ann anunció una gira en solitario, que incluye al guitarrista de Heart Craig Bartock junto con algunos otros músicos que no pertenecieron a la agrupación. En abril de 2017, Ann afirmó que Heart se encuentra en un hiato, aunque ambas hermanas ha comentado que la banda no se ha disuelto definitivamente.

## Legado
Heart ha vendido alrededor de 40 millones de discos en todo el mundo, ha ubicado 20 sencillos en el Top 20, siete álbumes en el Top 10 y cuenta con cuatro premios Grammy. Heart logró ubicar álbumes en las listas Top 10 Billboard en los años 1970, 1980, 1990 y 2010.
Una de las características definitorias de Heart es su diversidad de estilos musicales, que ha sido evidente en su éxito en las listas. La banda ha tenido sencillos en las listas Hot 100 de Billboard, Mainstream Rock Tracks y Adult Contemporary. A lo largo de su historia, Heart ha sido etiquetado como hard rock, folk rock, heavy metal y A.O.R., muchas veces demostrando dos o más de estos estilos en un mismo álbum. El título de su álbum Dog and Butterfly es el símbolo de sus estilos a veces contradictorios, con el lado "Dog" del álbum centrado en las melodías de hard rock y el lado "Butterfly" compuesto de música folk acústica. La canción épica "Mistral Wind", perteneciente a este álbum, captó ambos estilos en una canción, comenzando como una suave balada acústica y llegando a un crescendo de heavy metal.
Heart fue clasificada en 2008 en la posición número 47 en la lista de "Los 100 mejores artistas de todos los tiempos". Mientras tanto Ann y Nancy Wilson se posicionaron en el número 20 y 30 (en 1999) en la lista de "Las 100 mujeres mas importante e influyentes en la historia musical contemporánea. Ann Wilson también fue clasificada en 2006 como la "Mejor Vocalista femenina de Hard Rock Heavy Metal de todos los tiempos".
En 2009, las hermanas Wilson fueron galardonadas con el Premio Fundadores de ASCAP en reconocimiento a su trayectoria musical.
En 2011, Heart logró su primera nominación para la inducción al Salón de la fama del Rock and Roll, posteriormente la banda volvió a ser seleccionada y finalmente incluida en el honorable salón en el año 2013.
Las hermanas Wilson han sido descritas como las primeras mujeres en encabezar una banda de hard rock, siendo "pioneras" en lograr inspirar a las mujeres para que tomaran una guitarra y se atrevieran a formar una banda.
En su libro titulado "Heart: In the Studio", Jake Brown describió a la banda como el comienzo de "una revolución para las mujeres en la música ... rompiendo las barreras del género y logrando sin miramientos el éxito y aclamación de la crítica"

## Miembros

### Actuales
- Ann Wilson - voz principal y coros, flauta (1972–presente)
- Nancy Wilson - guitarras y coros (1975–1995, 2002–presente)
- Ben Smith - batería, percusión (1995–1998, 2002–presente)
- Craig Bartock - guitarra líder, coros(2004–presente)
- Debbie Shair - (2004–presente)
- Kristian Attard - (2009–presente)

### Anteriores
| - Steve Fossen: bajo, percusión (1967–1982) - Roger Fisher: guitarra principal, voz de respaldo (1967–1979) - Don Wilhelm: guitarras, teclados, voz principal (1967-1969) - Ray Schaefer: batería (1967-1969) - Gary Ziegelman: voz principal (1969-1971) - James Cirrello: guitarras (1969-1971) - Ron Rudge: batería (1969-1971) - Ken Hansen (1969-1971) - Debi Cuidon: voz principal (1969-1971) - David Belzer: Hammond B-3, Fender Rhodes, piano eléctrico (1971-1974) - Jeff Johnson: batería (1971-1974) | - Mike Fisher: mánager, ingeniero, productor, iluminación, (1972-1979) guitarras (1972-1974) - John Hannah: teclado (1974-1975) - Brian Johnstone: batería (1974-1975) - Howard Leese: guitarras, bajo, teclados, sintetizador, mandolin, grabación, arreglos orquestales, autoharp, percusión, voz de respaldo (1975–1998) - Michael DeRosier: batería, percusión (1975–1982) - Mark Andes: bajo, segundas voces (1982–1992) - Denny Carmassi: batería, percusión (1982–1993) - Denny Fongheiser: batería, percusión (1993–1995) - Fernando Saunders: bajo (1993–1995) | - Scott Olson: guitarras (1995–1998, 2002–2003) - Jon Bayless: bajo (1995–1998) - Scott Adams: saxofones (1995) - Frank Cox: guitarras, teclados, segundas voces (1995–1998) - Mike Inez: bajo (2002–2006) - Tom Kellock: teclados, sintetizador (2002–2003) - Darian Sahanaja: teclados, sintetizador (2003–2004, 2007) - Gilby Clarke: guitarras (2003–2004) - Ric Markmann: bajo (2006–2009) |

## Discografía
| - Dreamboat Annie (1975) - Little Queen (1977) - Magazine (1978) - Dog & Butterfly (1978) - Bebe Le Strange (1980) - Greatest Hits/Live (1980) - Private Audition (1982) - Passionworks (1983) - Heart (1985) - Bad Animals (1987) - Brigade (1990) | - Rock the House! Live (1991) - Desire Walks On (1993) - The Road Home (1995) - Alive in Seattle (2003) - Jupiters Darling (2004) - Dreamboat Annie Live (2007) - Red Velvet Car (2010) - Strange Euphoria (2012) - Fanatic (2012) - Fanatic Live from Caesar's Colosseum (2013) - Beautiful Broken (2016) |